# Elena Chávez González
Elena Chávez González (Ciudad de México, 25 de mayo de 1963) es una periodista y escritora mexicana. Fue integrante de la Asamblea Constituyente de la Ciudad de México en 2016.

## Biografía
Elena Chávez González nació el 25 de mayo de 1963 en la Ciudad de México. Estudió en la Escuela de Periodismo Carlos Septién García. De 1990 a 2000 trabajó en los periódicos Excélsior, Unomásuno y Ovaciones. Fue reportera interna en el Senado de México en 1996 y en la Secretaría de Gobernación en 1997. En 1998 se casó con César Yáñez Centeno Cabrera. De 2001 a 2014 trabajó para el gobierno del Distrito Federal en las administraciones de Andrés Manuel López Obrador, Marcelo Ebrard y Miguel Ángel Mancera.
En 2014 publicó el libro «Ángeles abandonados», con prólogo de Elena Poniatowska, enfocado en la protección de los derechos de los animales. También fundó una organización enfocada en ese tema con el mismo nombre que su libro. En 2016 fue electa como diputada de la Asamblea Constituyente de la Ciudad de México por la lista del Partido de la Revolución Democrática. En 2017 se divorció de César Yáñez.
En 2022 publicó el libro «El rey del cash», en dónde narra su experiencia como parte del equipo cercano de Andrés Manuel López Obrador antes de que él se convirtiera en Presidente de México y «evidencia cómo el poder ha sido el gran amor y obsesión del Presidente, y cómo el odio y el resentimiento han sido el alimento que lo sostiene». La primera edición del libro se agotó en la preventa, semanas antes de su publicación formal. No obstante, el texto ha sido cuestionado por carecer de pruebas que sustenten las acusaciones realizadas por la autora.

## Publicaciones
- — (2014). Ángeles abandonados. prólogo de Elena Poniatowska. Ciudad de México. p. 144.
- — (2016). Elisa, el diagnóstico final. Ciudad de México.
- — (2021). Los siete dones de Lúcas. Ciudad de México: Yopublico. p. 350. ISBN 978-6078753208.
- — (2022). El rey del cash. prólogo de Anabel Hernández. Ciudad de México: Grijalvo. p. 288. ISBN 978-6073820653.